# Абу-Зейд, Хикмат
Хикмат Абу-Зейд (англ. Hikmat Abu Zayd; 1922—2011) — египетский политик, первая женщина в Египте, вступившая в должность министра (в 1962 году). Хикмат Абу-Зейд возглавила социальный блок кабинета министров, что создало прецедент, затем эту должность часто занимали и другие женщины-политики. Абу-Зейд оказала значительное влияние на египетское законодательство и политику в области социального страхования.

## Биография
Абу-Зейд родилась в деревне Шейх Дауд, расположенной вблизи египетского города Эль-Кусия. В 1950 году Хикмат Абу-Зейд получила степень магистра искусств в Сент-Эндрюсском университете в Шотландии, а затем в 1957 году она получила докторскую степень в области педагогической психологии в Лондонском университете. В 1955—1964 годах преподавала в Университете Айн-Шамс, затем с 1965 года стала профессором Каирского университета.
29 сентября 1962 года Абу-Зейд указом президента Гамаля Насера назначена министром социального блока в кабинете министров Египта. Она сохранила эту должность до 1965 года, годом ранее снова переизбравшись на этот пост. Назначение Абу-Зейд было связано с принятием новой президентской программы, которая ставила акцент на расширении доступа к образованию всех граждан, независимо от пола и социального класса. Назначение Абу-Зейд на государственную должность было признано общественно-значимым шагом. Возглавляемое Абу-Зейд министерство социальных дел прежде всего специализировалось на правах женщин.
В декабре 1970 года Абу-Зейд получила международную Ленинскую премию «За укрепление мира между народами».
После прихода к власти Анвара Садата Абу-Зейд с супругом как активные насеристы были вынуждены покинуть страну и с 1974 по 1992 год жили в Ливии, откуда критиковали египетские власти. Хикмат вошла в Египетский национальный фронт, созданный в 1980 году в Дамаске Саадом аль-Шазли. На родине её обвинили в государственной измене, терроризме и шпионаже, лишив гражданства. Только в 1991 году суд снял обвинения и возвратил супругам их египетские паспорта.
Хикмат Абу-Зейд умерла в Каире 30 июля 2011 года.